# Brigitte Boisselier
Brigitte Boisselier   (Langres, 3 d'abril de 1956) també coneguda com Brigitte Roehr, és una química francesa i líder religiosa raëliana més coneguda per la seva afirmació d'haver supervisat la creació del primer clon humà.
Nativa de Champagne-Ardenne, va estudiar química a França i als Estats Units d'Amèrica i va obtenir dos doctorats. De 1984 a 1997, va viure prop de París i va treballar com a química investigadora i directora de vendes per a Air Liquide.
Va abraçar el Raëlisme el 1992; el grup era impopular a França i la seva conversió va provocar tensions amb els que l'envoltaven. Cinc anys més tard, es va unir a Clonaid, una organització raëliana que pretenia clonar un humà. Després de donar a conèixer el seu servei com a directora científica, va perdre la seva posició a Air Liquide i es va centrar en la clonació a temps complet.
A finals de l'any 2000, Clonaid va anunciar que havien rebut una gran donació per finançar la clonació d'un nen, i que Boisselier supervisava un equip de científics en un laboratori secret dels Estats Units d'Amèrica que aviat produiria un clon humà. Durant l'any següent, el projecte va rebre cobertura mediàtica (i sospita reguladora), ja que Boisselier va prometre el naixement imminent d'un clon humà.
A finals del 2001, va anunciar que n'havia nascut una nena clonada i que aviat s'oferirien proves públiques. Aquesta declaració va rebre una important cobertura de premsa als Estats Units d'Amèrica, i Boisselier va aparèixer en molts programes de televisió. Després que un tribunal de Florida iniciès una investigació sobre el benestar infantil, va declarar que els pares de la nena clonada havien retirat la seva oferta de proporcionar proves de la clonació i no farien cap comentari públic. No es va oferir mai cap evidència de la clonació, ni dels procediments posteriors informats per Clonaid, i es va percebre àmpliament que els anuncis eren un engany.
L'any 2003, impressionat per la seva gestió de Clonaid i la seva habilitat en relacions públiques, Raël, el fundador del Raëlisme, va anunciar que Boisselier la succeiria com a líder del grup a la seva mort. En els anys següents, s'ha dedicat a donar conferències sobre les doctrines del grup i a ser la seva portaveu.

## Joventut i educació
Brigitte Boisselier va néixer en una família catòlica a França l'any 1956. Es va criar en una granja de Champagne-Ardenne i es va interessar per la ciència quan era jove. Va assistir a la Universitat de Dijon, obtenint un màster en bioquímica i un doctorat en química. A la dècada del 1980 es va traslladar a Texas, on va rebre un altre doctorat en química a la Universitat de Houston.

## Carrera professional
Boisselier va tornar a França el 1984 per treballar a Air Liquide, una empresa de gas industrial, on va romandre durant 13 anys. En aquella època, vivia a Les Loges-en-Josas i treballava com a química investigadora i responsable de vendes a Lió. Es va casar i va tenir tres fills entre finals de la dècada del 1970 i principis de la dècada del 1990.

## Conversió religiosa i nova carrera professional
L'any 1992, Boisselier es va convertir al Raëlisme, una religió ufològica fundada pel periodista francès Claude Vorilhon, conegut habitualment com a Raël, l'any 1973. Després d'assistir a una reunió en la qual va parlar Raël, va sentir fermament que era completament honest i es va unir al seu moviment. Havia deixat el seu marit, al·legant un comportament violent, poc abans de la seva conversió; després, a causa de la seva implicació amb el Raëlisme, va obtenir la custòdia exclusiva del seu fill petit. Boisselier creia que la intolerància religiosa va motivar un tribunal a transferir la custòdia del nen. Tot i que la seva fe va provocar tensions amb els seus pares, el seu fill gran es va convertir. A la dècada del 1990, el Raëlisme va ser vist com perillós i vist amb menyspreu a França, la qual cosa va provocar la pèrdua d'ocupació per a membres destacats. L'hostilitat va ser alimentada en part per la preocupació pública sobre els nous moviments religiosos després de les morts causades per l'Orde del Temple Solar a Europa a mitjans de la dècada del 1990.
Boisselier es va convertir en la directora científica de Clonaid, una organització fundada per Raël que pretenia clonar humans, l'any 1997. Aquell any, Boisselier va ser entrevistada per Le Monde sobre el seu paper a Clonaid, i va perdre el seu càrrec a Air Liquide després d'això. Air Liquide va declarar que el seu acomiadament es va deure a la seva doble feina, i que estava tensa pel seu servei Clonaid. Va presentar una demanda contra Air Liquide argumentant que era víctima de discriminació religiosa. La seva demanda va tenir èxit: el 1999, va guanyar un judici d'uns 30.000 dòlars EUA.
Després de perdre la feina, Boisselier es va traslladar amb el seu fill mitjà al Quebec, on la seva filla gran estava estudiant. Boisselier va començar a viatjar per parlar de Clonaid, i finalment es va convertir en una oradora d'alt perfil. Per aquella època, va assolir el rang de bisbe dins el Raëlisme. Va ser una de les 25 membres més properes a Raël i es va unir a l'Orde de les Àngels del grup, que va promoure l'amor lliure i la feminitat. Es va traslladar als Estats Units d'Amèrica i va començar a ensenyar a la Universitat Estatal de Nova York a Plattsburgh durant un temps abans de traslladar-se al Hamilton College l'any 2000 per ensenyar química. La seva associació amb Clonaid es va donar a conèixer als Estats Units d'Amèrica el febrer de 2001 i va renunciar al seu càrrec acadèmic aquell maig, tot i que tenia un contracte de tres anys. Va afirmar que inicialment era popular a Hamilton College, però va sentir que no la van respectar després que es va fer públic la seva associació amb Clonaid.

## Clonació

### Orígens deClonaid
Raël va fundar Clonaid el març de 1997, poc després de la clonació de l'ovella Dolly, creient que el procés era important perquè l'espècie humana havia estat creada per un projecte de clonació extraterrestre. A nivell pràctic, Raël va promoure la pràctica com una manera de desenvolupar una genètica més desitjable i, finalment, perllongar els records en nous cossos. Poc després del llançament de Clonaid, Boisselier va començar a donar a conèixer i gestionar les seves operacions. El 1999, va anunciar que havia creat laboratoris de clonació i havia contractat un equip de sis científics. Va dir que tenia uns coneixements limitats sobre la clonació, però que era hàbil per seleccionar experts.
L'agost de 2000, Mark Hunt, un polític de Virginia Occidental, va demanar a Boisselier que clonés el seu difunt fill, que havia mort de petit. Hunt va pagar a Clonaid 500.000 dòlars i els va ajudar a llogar un laboratori de ciències d'una escola. Boisselier va dir que el laboratori s'utilitzaria inicialment per clonar bestiar, abans de passar als humans. Va planejar utilitzar una sèrie de raëlianes subrogades, que estaven disposades a avortar «embarassos no normals», per tenir clons; l'elevat nombre de dones compensaria les baixes probabilitats d'un nen sa per a cada implantació. El setembre de 2000, Raël i Boisselier van fer una roda de premsa amb diverses aspirants a mares subrogades de clons. En l'acte, Boisselier va anunciar la construcció d'un laboratori de clonació i va descriure vagament a Hunt, que volia mantenir l'anonimat. Boisselier va rebre una gran atenció mediàtica com a defensora de la clonació. Alguns comentaristes van acceptar inicialment el seu treball com un intent legítim de clonació; Margaret Talbot del New York Times la va descriure com una portaveu més creïble que Raël, projectant el que ella va descriure com «un aire de professionalitat acadèmica fresca». L'aspecte físic sorprenent de Boisselier va cridar particularment l'atenció i va desenvolupar una reputació avantguardista i elegant, al contrari de les imatges populars dels científics.

### Publicitat i cobertura mediàtica

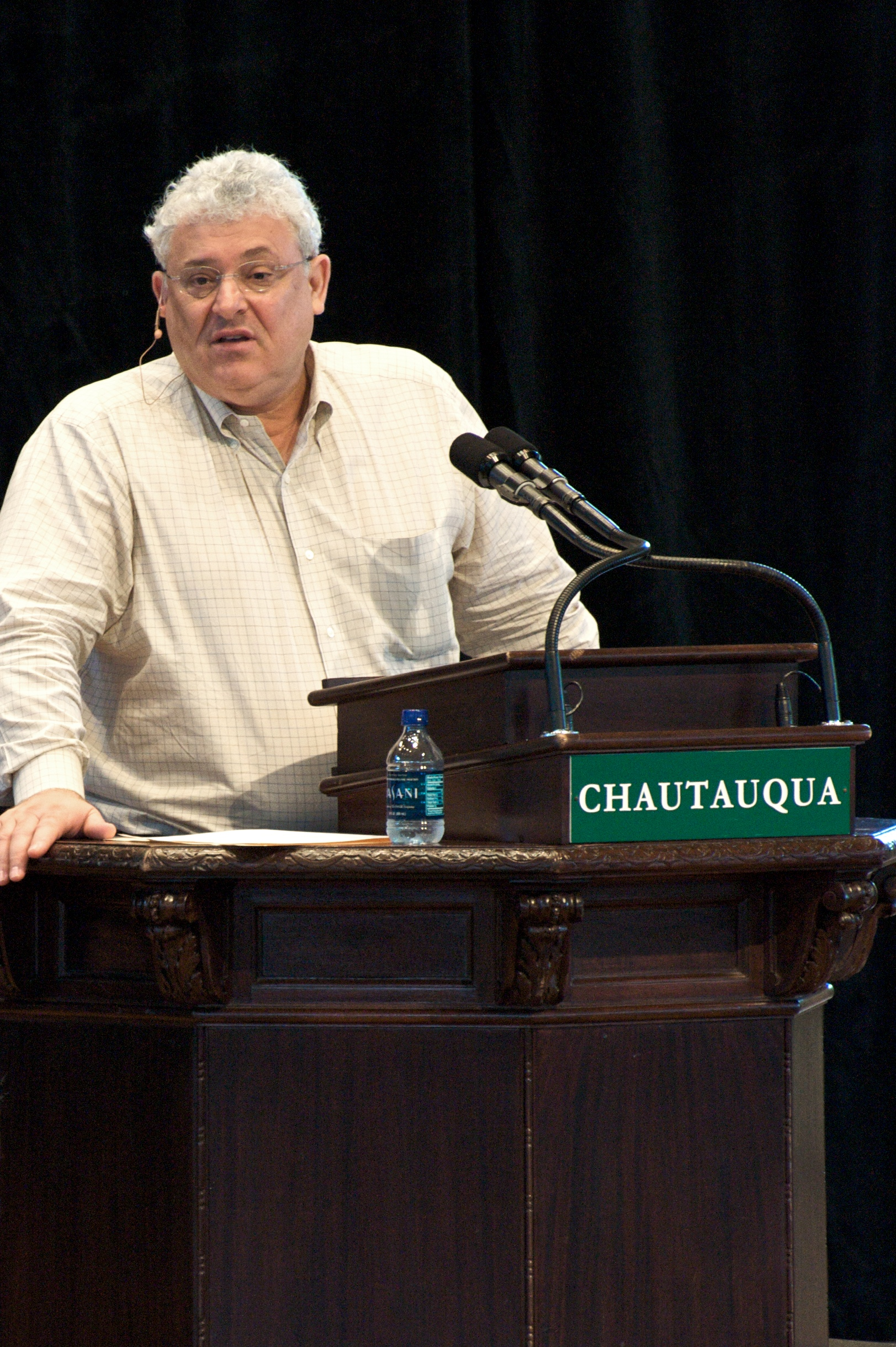
Arthur Caplan, un crític bioètic de Clonaid

A principis de 2001, Boisselier va prometre la clonació d'un nen humà en un any, cridant més l'atenció sobre la seva obra. Un fiscal de Nova York va començar a investigar el seu compliment de les lleis mèdiques locals. Boisselier va dir que la Food and Drug Administration (FDA) també la va investigar subreptíciament, i Raël va afirmar que el president dels Estats Units d'Amèrica, George W. Bush, estava preocupat pel treball de Clonaid. El conserge del laboratori que Hunt havia llogat va desconfiar de la seva feina i es va posar en contacte amb les forces de l'ordre. Van parlar amb la FDA, que va buscar el lloc i va persuadir Boisselier de suspendre el seu treball de clonació a l'espera d'un aclariment legal. Després que el responsable del laboratori li demanés a Hunt que tanqués l'operació de clonació, va trencar amb Boisselier i la va criticar per buscar l'atenció dels mitjans. El conserge també va parlar públicament, dient que Boisselier poques vegades anava al laboratori. Aleshores, Boisselier va anunciar que traslladava les seves operacions de clonació a l'estranger. Boisselier mai es va enfrontar a cap càrrec legal en relació amb el laboratori.
El març de 2001, Boisselier va ser convidada a parlar en una audiència del Congrés dels Estats Units sobre la clonació humana i, davant la seva insistència, a Raël també se li va permetre parlar. L'acte va cridar l'atenció del públic, en gran part per l'aspecte poc convencional de Raël. El 7 d'agost de 2001, Boisselier va assistir a un simposi de clonació humana de gran difusió a l'Acadèmia Nacional de Ciències de Washington, D.C.. Es va prestar una atenció mediàtica important a Boisselier, que, juntament amb Severino Antinori i Panayiotis Zavos, va ser un dels tres participants que van participar activament en esforços per produir un clon humà. La resta d'assistents eren reconeguts científics i ètics, un dels quals, Arthur Caplan, va descartar Boisselier com a part de «l'element de clonació de bogeria». Al maig de 2002, Boisselier va dir que havia facilitat de 10 a 20 embarassos, però que havien estat frustrats per avortaments involuntaris.

#### Afirmacions dels fets
Boisselier va anunciar amb confiança en una conferència de premsa a Florida el desembre de 2002 que Clonaid havia produït amb èxit un clon nascut viu, anomenat «Eve» (Eva), per a una parella infèrtil. La sociòloga canadenca Susan J. Palmer assenyala que anomenar el nadó clonat «Eve» recorda els ensenyaments de Raël que els extraterrestres van crear els primers humans mitjançant la clonació. Després de l'anunci, Boisselier va rebre abundant premsa, però els mitjans de comunicació, especialment els programes de comèdia nocturna, van criticar la seva aparició glamurosa i es van burlar del Raëlisme. Per aquella època, Boisselier va aparèixer a moltes emissions de notícies de les cadenes estatunidenques i a la CNN. No va donar detalls sobre el nadó o la seva família, tot i que sovint se li va demanar. Va contractar un editor científic d'ABC per supervisar la verificació de la clonació. Molts científics dubtaven que els raëlians poguessin superar les dificultats que plantejava la clonació humana, o que poguessin tenir un nadó sa. Boisselier va dir que s'havia de fer una prova d'ADN i va anunciar que naixerien cinc clons més més tard aquell hivern. A mesura que Raël i Boisselier van continuar buscant exposició als mitjans, l'animositat periodística cap a ells va créixer.
Bernard Siegel, un advocat de Florida, es va assabentar del cas i va considerar que s'havia de celebrar una audiència sobre el benestar d'Eve. El gener de 2003, va iniciar un procediment judicial, intentant portar els pares del clon als jutjats perquè es pogués comprovar el seu estat de salut. Raël i Boisselier van atacar la presentació com un intent de prendre una nena de pares amorosos i van anunciar que, en protesta, no proporcionarien ADN per a la prova. Una acusació va tenir lloc el 24 de gener i va ser televisada en directe per la CNN; Boisselier i el vicepresident de Clonaid, Thomas Kaenzig, van ser citats en lloc dels pares de la nena. En el testimoni de la sala, el vicepresident de Clonaid va dir que sabia molt poc sobre el clon i que Boisselier controlava tota la informació. Ella no va assistir a l'audiència i Kaenzig va proporcionar poca informació, la qual cosa va enfadar el jutge, que va amenaçar amb càrrecs de desacatament al tribunal. Boisselier va assistir a una segona vista el 29 de gener, dient al tribunal que la nena es trobava a Israel. Aleshores, el jutge va decidir que el tribunal no tenia competència. A finals de gener, l'editor científic va anunciar que sospitava que els anuncis de clonació eren un engany. Al voltant d'aquell moment, Boisselier va fer una conferència de premsa en la qual va anunciar que els pares de la nena clonada havien tallat el contacte amb ella i mai no parlarien amb la premsa.
En els anys següents, Boisselier va afirmar haver facilitat la clonació de diversos nens en diferents països. Al juny de 2004, va informar que Clonaid ha clonat amb èxit 13 nens. No va aportar proves per verificar les afirmacions. Va afirmar que la màquina anomenada RMX 2010 es va utilitzar en els intents de clonació i la va exhibir públicament.
Després que Boisselier anunciés que no es proporcionaria cap prova de la clonació, els periodistes es van tornar molt escèptics amb la seva història. Mentre parla de la gestió de Clonaid per part de Boisselier, Palmer assenyala que és impossible saber per què va declarar que es va produir un clon però després es va negar a aportar proves. Argumenta que la seva negativa a aportar proves pot haver estat perquè va organitzar un engany, no volia donar a conèixer el naixement d'un nen no saludable o va ser aprofitada per un científic que havia contractat. El periodista científic estatunidenc Steven S. Hall va criticar els mitjans de comunicació per la seva cobertura de Clonaid, creu que van ser representats incorrectament com un grup creïble. Ell especula que la cobertura de Boisselier i altres partidaris de la clonació va galvanitzar el sentiment contra la clonació, la qual cosa va portar a la seva prohibició als Estats Units d'Amèrica.

## Activisme posterior
El gener de 2003, Raël va celebrar una cerimònia en què va agrair a Boisselier el seu servei i la va ungir com a la seva successora. La va elogiar per difondre el missatge del Raëlisme a nivell internacional alhora que va donar a conèixer la clonació. A la jerarquia raëliana, Boisselier està un nivell per sota de Raël i serveix com a portaveu del moviment. Com a líder, ha intentat rehabilitar l'esvàstica, un dels símbols del grup. Sosté que és valuós com a símbol antic de pau i que s'ha associat injustament amb l'Alemanya nazi.
A mitjans de la dècada del 2000, Boisselier sovint ensenyava sobre la perspectiva raëliana del cos i la sexualitat. Va discutir aquests temes des d'una perspectiva biològica, argumentant que els humans són essencialment robots perquè es poden reprogramar. Concretament, va sostenir que les hormones programen el cervell i proporcionen als humans la llibertat de triar entre moltes possibilitats. Els raëlians posen l'accent en l'estimulació sexual com una manera de canviar positivament els seus membres, i Boisselier ha afirmat que veu la recerca de la feminitat com un mètode de creixement espiritual. El grup valora molt la bellesa femenina, i Raël ha aplaudit a Boisselier per mantenir la seva aparença, posant-la com a model a seguir.
L'any 2007, Boisselier havia pres el nom de «Brigitte Roehr» i vivia a Los Angeles. Aquell any, va començar a liderar un projecte raëlià per lluitar contra la mutilació genital femenina. Encapçala un grup afiliat al Raëlisme conegut com Clitoraid, que recapta fons per oferir cirurgia reparadora a dones amb clítoris danyats. El projecte, que ha rebut crítiques per la seva eficàcia, té com a objectiu construir un hospital a Burkina Faso on les dones puguin rebre cirurgia de reconstrucció del clítoris.